# Cal Curi (Vallcebre)
Cal Curi és una masia del municipi de Vallcebre. Està situada al raval del Portet, a una alçada de 1.228 msnm. Forma part de l'Inventari del Patrimoni Arquitectònic de Catalunya.

## Descripció
Masia de planta rectangular que consta de planta baixa i dos pisos, està coberta a dues aigües i té el carener perpendicular a la façana de migdia. És de grans dimensions, és la més important del barri del Portet. La majoria de finestres són allindanades però també n'hi ha d'arc de mig punt o d'arc rebaixat. Fou ampliada pel sector de ponent amb la construcció d'un cos rectangular aixoplugat per la prolongació del ràfec de la teulada. A llevant hi ha una gran pallissa. Els murs són de maçoneria força irregular.

## Notícies històriques
Situada al barri o veïnat del Portet, a l'extrem oriental del terme parroquial de Santa Maria de Vallcebre, la masia és una construcció del segle xvii que va quedar deshabitada l'any 1974, però actualment, està totalment rehabilitada i el seu ús es de caps de setmana.